# Trichomasthus albimanus
Trichomasthus albimanus é uma espécie de insetos himenópteros, mais especificamente de vespas parasíticas pertencente à família Encyrtidae.
A autoridade científica da espécie é Thomson, tendo sido descrita no ano de 1876.
Trata-se de uma espécie presente no território português.